# Marc-Andrea Hüsler
Marc-Andrea Hüsler (Zurigo, 24 giugno 1996) è un tennista svizzero.
Ha vinto un torneo di singolare e uno di doppio nel circuito maggiore rispettivamente al Sofia Open 2022 e allo Swiss Open Gstaad 2021 e alcuni altri titoli in singolare e in doppio nei circuiti minori. I suoi migliori ranking ATP sono stati il 47º posto in singolare nel febbraio 2023 e il 132° in doppio nell'ottobre 2021. Ha fatto il suo esordio nella squadra svizzera di Coppa Davis nel 2018.

## Carriera

### 2014-2017, inizi e primi titoli ITF
Fa il suo debutto tra i professionisti nell'agosto 2014 con una vittoria in singolare al primo turno del Futures Switzerland F3. Nel 2015 inizia a giocare con continuità nel circuito ITF Futures e in aprile raggiunge la sua prima finale nel torneo di doppio dell'Italy F5. Perde altre due finali in doppio nell'ottobre 2016 al torneo Germany F14 e nel luglio 2017 all'Italy F19. La settimana dopo alza il primo trofeo da professionista vincendo in doppio in coppia con Lukas Ollert il Futures Austria F1. Subito dopo entra per la prima volta nel tabellone principale di un Challenger nel torneo di doppio di Scheveningen e viene eliminato al primo turno. La prima finale Futures in singolare la disputa in settembre al Switzerland F5 e perde in tre set da Hiroyasu Ehara. In ottobre supera le qualificazioni in singolare dell'Ismaning Challenger e viene eliminato al primo turno. La settimana successiva fa il suo esordio nel circuito ATP entrando con una wild card nel tabellone principale di doppio degli Swiss Indoors di Basilea, in coppia con Nenad Zimonjić batte al primo turno Adrian Mannarino / Benoît Paire ed esce al secondo. Sempre a Basilea, in singolare non supera il primo turno di qualificazione. A fine novembre vince il torneo di doppio al torneo Mexico F6 e la settimana dopo conquista il primo titolo Futures in singolare al Mexico F7, sconfiggendo in due set in finale Gonzalo Escobar.

### 2018, esordio in Coppa Davis e primo titolo Challenger in doppio
Nel febbraio 2018 fa il suo esordio nella squadra svizzera di Coppa Davis per la sfida persa 4-1 contro il Kazakistan valida per il Gruppo Mondiale 2018; viene schierato in doppio e perde al quinto set l'incontro che decreta l'eliminazione degli svizzeri per 3-0, il giorno dopo conquista l'unico punto della sua squadra superando in due set Roman Khassanov. In luglio conquista il primo titolo Challenger vincendo in coppia con Sem Verbeek il torneo di doppio a Winnipeg, sconfiggendo in finale in tre set i quotati Gerard Granollers Pujol / Marcel Granollers. Grazie a una wild card, quello stesso mese fa il suo debutto nel tabellone principale di un torneo ATP agli Swiss Open di Gstaad; dopo aver sconfitto Nicolás Almagro al primo turno viene eliminato da Facundo Bagnis. Nello stesso torneo partecipa anche al doppio, uscendo al primo turno. In ottobre entra con un'altra wild card nel main draw di doppio agli Swiss Indoors di Basilea e raggiunge il secondo turno dopo aver eliminato le teste di serie numero 1 Michael Venus e Raven Klaasen. Nel corso della stagione vince anche cinque titoli Futures in doppio e uno in singolare.

### 2019, primo titolo Challenger in singolare, prima semifinale ATP in doppio
Nel 2019 si concentra quasi esclusivamente sui Challenger. In febbraio vince il titolo di doppio in coppia con André Göransson al Challenger di Cuernavaca. In aprile conquista il suo primo titolo Challenger in singolare a San Luis Potosí sconfiggendo in finale il nº 137 ATP Adrián Menéndez Maceiras con il punteggio di 7-5, 7-6. Nel corso della stagione tenta invano le qualificazioni in alcuni tornei ATP e solo grazie a delle wild card riesce a entrare nei tabelloni principali di Ginevra in doppio, di Gstaad in singolare e in doppio e di Basilea in doppio; viene sempre eliminato al primo turno ad eccezione del torneo di doppio a Gstaad, dove si spinge fino alle semifinali in coppia con Jakub Paul.

### 2020, prima semifinale ATP in singolare
Un infortunio al piede lo tiene lontano dai campi per alcuni mesi e il rientro coincide in marzo con l'inizio della lunga pausa che il tennis si prende per la pandemia di COVID-19. Torna nel circuito a fine agosto 2020, 9 mesi dopo il suo ultimo incontro. In settembre batte per la prima volta un top 100 nel primo turno delle qualificazioni di Kitzbühel, concedendo solo 4 giochi al nº 78 ATP Attila Balazs; entra nel tabellone eliminando in due set Prajnesh Gunneswaran, al primo turno ha la meglio al tiebreak del terzo set sul nº 92 Emil Ruusuvuori e al secondo infligge un pesante 6-1, 6-2 al nº 12 del mondo Fabio Fognini, nei quarti supera in due set il nº 57 ATP Feliciano López e viene eliminato in tre set in semifinale da Miomir Kecmanović. Il buon momento di forma continua con i titoli Challenger conquistati a Sibiu e a Ismaning, sconfiggendo in finale rispettivamente Tomás Martín Etcheverry e Botic van de Zandschulp. Queste tre imprese gli consentono un balzo di 149 posizioni in meno di due mesi, passando dalla 303ª alla 154ª. La settimana dopo vince il torneo di doppio all'Hamburg Challenger di Amburgo in coppia con Kamil Majchrzak. Supera le qualificazioni anche nell'ultimo torneo ATP stagionale, il Sofia Open 2020, sconfiggendo Aslan Karacev nell'incontro decisivo; al primo turno elimina il nº 39 ATP Nikoloz Basilašvili e cede al secondo a Jannik Sinner, che vincerà il torneo. Chiude la sua migliore stagione al 148º posto del ranking in singolare. dopo essere stato 146º in novembre.

### 2021, primo titolo ATP in doppio
Inizia il 2021 partecipando in gennaio per la prima volta alle qualificazioni di uno Slam all'Australian Open e viene eliminato al secondo incontro. Il 25 gennaio, grazie ai quarti di finale raggiunti all'Istanbul Indoor Challenger, porta il best ranking in singolare alla 142ª posizione. Nel periodo successivo ottiene buoni risultati solo in doppio, raggiunge la finale al Challenger di Quimper e due settimane dopo si aggiudica il titolo al Challenger di Potchefstroom I in coppia con Zdeněk Kolář. Sempre in doppio, si ferma in semifinale un mese dopo al Challenger di Biella III, raggiunge i quarti in aprile all'ATP di Ginevra e il 25 luglio vince il suo primo titolo del circuito ATP a Gstaad, con il successo in finale in coppia con Dominic Stricker su Szymon Walków / Jan Zieliński con il punteggio di 6-1, 7-6. In singolare raccoglie soprattutto sconfitte, supera le qualificazioni all'ATP 250 di Cagliari ma esce dal torneo al primo turno, e viene eliminato nelle qualificazioni anche nelle restanti prove stagionali del Grande Slam. Torna a mettersi in luce in singolare in agosto arrivando in semifinale nel Challenger di Cordenons. A fine settembre raggiunge le finali in singolare e in doppio al Challenger Biel/Bienne, in singolare cede in due set contro Liam Broady e in doppio deve dare forfait in coppia con Dominic Stricker. Dopo altre due semifinali disputate nei Challenger, chiude la stagione al 186º posto del ranking.

### 2022, primo titolo ATP, due titoli Challenger e top 60 in singolare
A inizio stagione non va oltre i quarti di finale raggiunti in due tornei Challenger. Si riscatta ad aprile aggiudicandosi il Challenger 125 di Città del Messico con il netto successo in finale sull'emergente Tomás Martín Etcheverry. A fine mese vince anche l'altro Challenger messicano di Aguascalientes e con i quarti di finale raggiunti in giugno al Challenger di Nottingham porta il miglior ranking alla 114ª posizione. Sull'erba dell'ATP 500 di Halle supera nelle qualificazioni il nº 55 ATP Arthur Rinderknech ed esce di scena al primo turno del main draw per mano di Mackenzie McDonald. Supera per la prima volta le qualificazioni in una prova del Grande Slam a Wimbledon e viene di nuovo eliminato al primo turno. Si qualifica anche a Båstad grazie al successo su Fabio Fognini, al primo turno del main draw concede solo 7 giochi al nº 28 del ranking Holger Rune e viene quindi sconfitto da Laslo Đere. A fine torneo entra per la prima volta nella top 100, in 99ª posizione.
Prende parte per la prima volta alla trasferta americana di fine estate e all'esordio viene eliminato nelle qualificazioni al Masters di Montréal. A Winston-Salem raggiunge la sua seconda semifinale ATP in carriera partendo dalle qualificazioni, nel tabellone principale sconfigge nell'ordine Mikael Ymer, Il'ja Ivaška e Jack Draper e viene nuovamente eliminato da Djere, risultati che lo portano all'85º posto mondiale. Al suo debutto agli US Open perde al primo turno al quinto set contro il nº 21 del mondo Denis Shapovalov. In ottobre vince il suo primo titolo ATP in singolare a Sofia, elimina tra gli altri il nº 14 del mondo Pablo Carreño Busta e il nº 30 Lorenzo Musetti e trionfa in finale sconfiggendo Holger Rune per 6-4, 7-6. Di rilievo a fine stagione la vittoria sul nº 12 ATP Jannik Sinner al Paris Masters, dove esce al secondo turno per mano di Karen Chačanov. Chiude il 2022 con il nuovo best ranking al 56º posto mondiale

### 2023, top 50 e crollo nel ranking
Continua a salire nel ranking nei primi mesi del 2023. Si impone in tutti e 4 gli incontri disputati in singolare e doppio alla United Cup, ma la Svizzera viene eliminata dalla Polonia. Dopo il secondo turno raggiunto all'Adelaide 2, vince il suo primo incontro in uno Slam al torneo di doppio degli Australian Open, mentre viene eliminato al primo turno in singolare. Anche nella qualificazione di Coppa Davis giocata in Germania vince i due singolari, tra cui quello contro Alexander Zverev, e la Svizzera elimina a sorpresa i padroni di casa. La settimana successiva porta il best ranking al 47º posto mondiale. Nei mesi che seguono, supera il primo turno solo in qualche rara occasione e mai il secondo turno, a settembre esce dalla top 100 e a novembre scende in 200ª posizione. In doppio raggiunge il secondo turno anche al Roland Garros e agli US Open.

### 2024-2025
Continua la discesa nel ranking nei primi mesi del 2024 e raggiunge la 237ª posizione. Ad aprile raggiunge i quarti all'ATP di Monaco di Baviera e nel periodo che segue riprende a scendere in classifica. Ad agosto torna a vincere un torneo dopo oltre due anni al Challenger di Grodzisk Mazowiecki superando in finale Vít Kopřiva e rientra nella top 200. Recupera altre posizioni nella seconda parte di stagione e chiude il 2024 al 159º posto. Nell'arco della stagione si mantiene in doppio di solito sulle posizioni tra la 200ª e la 300ª e i migliori risultati sono la finale raggiunta al Challenger del San Luis Potosí Open con Antoine Bellier e soprattutto la semifinale all'ATP 500 dello Swiss Indoors con Dominic Stricker. Nel 2025 si prende una pausa di due mesi dopo i negativi risultati nei tornei di gennaio. Rientra a fine marzo e si spinge fino alla finale di doppio al Challenger 125 Morelia Open. La settimana successiva si aggiudica il torneo di singolare al Morelos Open.

## Statistiche
Aggiornate al 31 marzo 2025.

### Singolare

#### Vittorie (1)
| Legenda              |
| Grande Slam (0)      |
| ATP Finals (0)       |
| ATP Masters 1000 (0) |
| ATP Tour 500 (0)     |
| ATP Tour 250 (1)     |

| N. | Data           | Torneo            | Superficie  | Avversario in finale | Punteggio   |
| 1. | 2 ottobre 2022 | Sofia Open, Sofia | Cemento (i) | Holger Rune          | 6-4, 7-6(8) |

### Doppio

#### Vittorie (1)
| Legenda              |
| Grande Slam (0)      |
| ATP Finals (0)       |
| ATP Masters 1000 (0) |
| ATP Tour 500 (0)     |
| ATP Tour 250 (1)     |

| N. | Data           | Torneo                    | Superficie  | Compagno         | Avversari in finale         | Punteggio   |
| 1. | 25 luglio 2021 | Swiss Open Gstaad, Gstaad | Terra rossa | Dominic Stricker | Szymon Walków Jan Zieliński | 6-1, 7-6(7) |

### Tornei minori

#### Singolare

##### Vittorie (9)
| Legenda                 |
| ATP Challenger Tour (7) |
| ITF Futures (2)         |

| N. | Data              | Torneo                                         | Superficie    | Avversario in finale     | Punteggio           |
| 1. | 21 aprile 2019    | San Luis Potosí Challenger, San Luis Potosí    | Terra rossa   | Adrián Menéndez Maceiras | 7-5, 7-6(3)         |
| 2. | 27 settembre 2020 | Sibiu Open, Sibiu                              | Terra rossa   | Tomás Martín Etcheverry  | 7-5, 6-0            |
| 3. | 25 ottobre 2020   | Ismaning Challenger, Ismaning                  | Sintetico (i) | Botic van de Zandschulp  | 6(3)-7, 7-6(2), 7-5 |
| 4. | 10 aprile 2022    | Mexico City Open, Città del Messico            | Terra rossa   | Tomás Martín Etcheverry  | 6-4, 6-2            |
| 5. | 24 aprile 2022    | San Marcos Open Aguascalientes, Aguascalientes | Terra rossa   | Juan Pablo Ficovich      | 6-4, 4-6, 6-3       |
| 6. | 18 agosto 2024    | Kozerki Open, Grodzisk Mazowiecki              | Cemento       | Vít Kopřiva              | 6-1, 6-4            |
| 7. | 6 aprile 2025     | Morelos Open, Cuernavaca                       | Cemento       | Dmitrij Popko            | 6-4, 3-6, 6-4       |

##### Finali perse (2)
| Legenda singolare       |
| ATP Challenger Tour (1) |
| ITF Futures (1)         |

| N. | Data              | Torneo                         | Superficie  | Avversario in finale | Punteggio |
| 1. | 26 settembre 2021 | Challenger Biel/Bienne, Bienne | Cemento (i) | Liam Broady          | 5-7, 3-6  |

#### Doppio

##### Vittorie (11)
| Legenda                 |
| ATP Challenger Tour (4) |
| ITF Futures (7)         |

| N. | Data             | Torneo                        | Superficie  | Compagno        | Avversari in finale                       | Punteggio            |
| 1. | 15 luglio 2018   | Winnipeg Challenger, Winnipeg | Cemento     | Sem Verbeek     | Gerard Granollers Pujol Marcel Granollers | 6(5)-7, 6-3, [14-12] |
| 2. | 24 febbraio 2019 | Morelos Open, Cuernavaca      | Cemento     | André Göransson | Gonzalo Escobar Luis David Martínez       | 6-3, 3-6, [11-9]     |
| 3. | 1º novembre 2020 | Hamburg Challenger, Amburgo   | Cemento (i) | Kamil Majchrzak | Lloyd Glasspool Alex Lawson               | 6-3, 1-6, [20-18]    |
| 4. | 14 febbraio 2021 | PotchOpen, Potchefstroom      | Cemento     | Zdeněk Kolář    | Peter Polansky Brayden Schnur             | 6-4, 2-6, [10-4]     |

##### Finali perse (13)
| Legenda                 |
| ATP Challenger Tour (8) |
| ITF Futures (5)         |

| N. | Data              | Torneo                                            | Superficie  | Compagno           | Avversari in finale                                 | Punteggio            |
| 1. | 9 settembre 2018  | Cassis Open Provence, Cassis                      | Cemento     | Gonçalo Oliveira   | Matt Reid Serhij Stachovs'kyj                       | 2-6, 3-6             |
| 2. | 25 novembre 2018  | Internazionali di Tennis Castel del Monte, Andria | Cemento (i) | David Pel          | Karol Drzewiecki Szymon Walków                      | 6(10)-7, 6-2, [9-11] |
| 3. | 16 giugno 2019    | Shymkent Challenger, Shymkent                     | Terra rossa | Zdeněk Kolář       | Nikola Ćaćić Yang Tsung-hua                         | 4-6, 4-6             |
| 4. | 31 gennaio 2021   | Open Quimper Bretagne Occidentale, Quimper        | Cemento (i) | James Cerretani    | Grégoire Barrère Albano Olivetti                    | 7-5, 6(7)-7, [8-10]  |
| 5. | 25 settembre 2021 | Challenger Biel/Bienne, Bienne                    | Cemento (i) | Dominic Stricker   | Ruben Bemelmans Daniel Masur                        | walkover             |
| 6. | 8 gennaio 2022    | Traralgon Challenger, Traralgon                   | Cemento     | Dominic Stricker   | Zdeněk Kolář Manuel Guinard                         | 3-6, 4-6             |
| 7. | 30 marzo 2024     | San Luis Potosí Open, San Luis Potosí             | Terra rossa | Antoine Bellier    | Rithvik Choudary Bollipalli Niki Kaliyanda Poonacha | 3-6, 2-6             |
| 8. | 29 marzo 2025     | Morelia Open, Morelia                             | Terra rossa | Stefano Napolitano | Gonzalo Escobar Diego Hidalgo                       | 4-6, 6-4, [3-10]     |